# Zhuchengtyrannus magnus

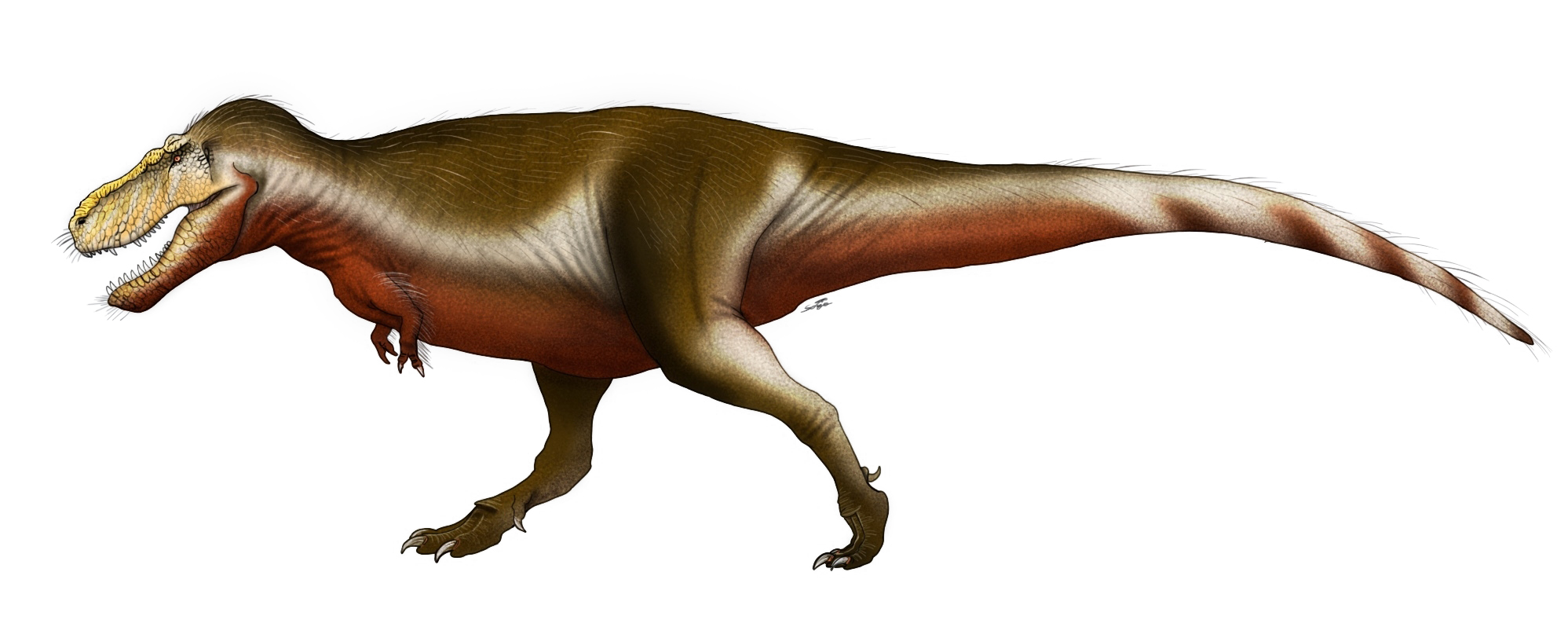
Ricostruzione di Zhuchengtyrannus magnus

Zhuchengtyrannus (tiranno di Zhucheng) è un dinosauro carnivoro teropode del periodo Cretaceo superiore. Si tratta di un tirannosauride tirannosaurino che visse durante il tardo periodo Cretaceo in quello che ora è Zhucheng, provincia di Shandong in Cina. È noto da una mascella e dentale associati (mandibola con i denti), recuperati dal gruppo Wangshi, risalente a circa 70 milioni di anni fa. È stato uno dei più grandi carnivori teropodi noti, e doveva misurare circa 11 metri di lunghezza, 4 metri di altezza, e 6 tonnellate di peso. Il dentale è solo di poco inferiore a quello di Tyrannosaurus rex.
La creatura doveva certamente essere il terrore delle pianure di Shandong, con esemplari lunghi intorno ai 10-12 metri e quindi paragonabili per dimensioni al Tarbosaurus.